# Васильєв Юрій Григорович
Юрій Григорович Васильєв (2 листопада 1963, Броди) — український радянський футболіст, який грав на позиції захисника та півзахисника. Відомий за виступами у складі сімферопольської «Таврії» у вищій лізі СРСР.

## Клубна кар'єра
Юрій Васильєв народиася в Бродах. Розпочав займатися футболом у школі сімферопольської «Таврії». Розпочав виступи на футбольних полях в аматорській команді «Метеор» з Сімферополя. У команді майстрів дебютував у 1981 році в складі «Таврії» у вищій лізі СРСР. У дебютному сезоні зіграв 1 матч, після вибуття команди до першої ліги грав переважно в дублюючому складі, в першій лізі зіграв 2 матчі в 1983 році. У 1985—1986 роках знову грав у складі сімферопольського «Метеора», після чого завершив виступи на футбольних полях.